# Олімпійська збірна Іспанії з футболу
Олімпійська збірна Іспанії з футболу (ісп. Selección de fútbol sub-23 de España — футбольна команда, що представляє Іспанію на Олімпійських іграх. У заявку збірної можуть включатися гравці не старше 23 років, за винятком трьох футболістів, які можуть бути старше цього віку. Команда контролюється Королівською іспанською футбольною федерацією. 
З 1992 року, коли був введений сучасний формат на Олімпіадах, збірна 5 разів кваліфікувалася у фінальну стадію олімпійського турніру. Іспанія виграла одну золоту медаль у 1992 році і дві срібні медалі (2000, 2020).

## Історія

### Літні Олімпійські ігри 1920—1988
На відміну від більш пізніх турнірів, на літніх Олімпійських іграх до 1992 року виступали дорослі або аматорські команди. Перша участь Іспанії в Олімпійських іграх відбулась в Антверпені в 1920 році. У змаганні взяли участь чотирнадцять команд, які грали по системі на виліт. Дванадцять команд грали між собою в першому раунді, після чого шість переможців пар приєднувалися до приймаючої країни (Бельгії) і Франції в чвертьфіналі. Чехословаччина, яка брала участь у своєму першому міжнародному турнірі, вийшла в фінал, завдавши розгромних поразок Югославії (яка зіграла свій перший міжнародний матч в турнірі), Норвегії та Франції. Бельгія на шляху до фіналу обіграла талановиту Іспанію, а потім Нідерланди. Бельгійці взяли золоті медалі після того, як чехословаки покинули поле на 40 хвилині в знак протесту проти упередженого суддівства та агресивних дій уболівальників. Для визначення другого і третього місця використовувалася система Бергваля. Іспанці обіграли шведів (2:1) і італійців (2:0), і пройшли до фіналу, де на них уже чекали голландці, яким не довелося грати з чехословаками в півфіналі через їх дискваліфікацію. У підсумку Іспанія перемогла Нідерланди з рахунком 3:1 і здобула срібні нагороди.
У 1924 році іспанці в першому колі поступилися італійцям (0:1) і вилетіли з турніру.
На літніх Олімпійських іграх 1928 року в 1/8 фіналу Іспанія перемогла Мексику, але через травму вибув капітан Педро Вальяна. У чвертьфіналі іспанці зіграли в нічию з італійцями, а в переграванні крупно поступилися їм (1:7) і покинули турнір.
Наступного разу іспанці брали участь на Олімпійських іграх в 1968 році в Мексиці. Там збірна була представлена з молоді й дійшла до чвертьфіналу, де поступилася країні-господарці.
У 1976 і 1980 роках Іспанія не змогла пройти групову стадію, де в обох розіграшах лідирували країни Східної Європи.

### Дебют і золото на літніх Олімпійських іграх 1992 року
Футбольні змагання на Літніх Олімпійських іграх 1992 року були першим змаганням серед збірних до 23 років. Іспанія автоматично кваліфікувалася на турнір, тому що була країною-господаркою. У груповій стадії без поразок і без пропущених голів іспанці вийшли в плей-оф. У чвертьфіналі були пройдені італійці (1: 0), а в півфіналі Гана (2:0). У фіналі на останніх хвилинах основного часу іспанці вирвали перемогу над поляками і взяли золоті медалі.

### Літні Олімпійські ігри 1996
Іспанія, якою керував Хав'єр Клементе, змогла кваліфікуватися і на наступні Олімпійські ігри. «Червона фурія» не змогла захистити титул і вилетіла у чвертьфіналі від Аргентини, що взяла срібні медалі.

### Срібло на літніх Олімпійських іграх 2000 року
У 2000 році Іспанія пройшла кваліфікацію на свій третій турнір поспіль. Команда під керівництвом Іньякі Саеса дійшла до свого другого фіналу, але поступилась там Камеруну. До перерви між таймами іспанці вели з рахунком 2:0, але все змінилося в другій половині, коли автогол Івана Амаї та гол Самуеля Ето'о п'ятьма хвилинами пізніше зрівняли рахунок (2:2). Матч перейшов у додатковий час, а потім і серії пенальті, в якій африканці перемогли з рахунком 5:3.

### Літні Олімпійські ігри 2012 року
Після восьми років без участі, Іспанія пройшла кваліфікацію на літні Олімпійські ігри 2012 року після перемоги на молодіжному чемпіонаті Європи під керівництвом Луїса Мільї. На груповому етапі їм належало зіграти проти Японії, Марокко і Гондурасу. Перед початком турніру Іспанія запланувала три товариські матчі з командами, які також потрапили на Олімпійські ігри: першою була перемога з рахунком 3:1 над Єгиптом, за нею команда зазнала поразки 0: 2 проти Сенегалу і перемога над Мексикою з рахунком 1:0. На Олімпійських іграх Іспанія вилетіла на груповому етапі після поразок з рахунком 0:1 від Японії й від Гондурасу. За цим була нічия 0:0 проти Марокко, яка змусила Іспанію покинути турнір на стадії групового етапу вперше без єдиного гола. На наступний день Луїс Мілья був звільнений з молодіжних збірних і замінений Хуленом Лопетегі.

### Срібло на літніх Олімпійських іграх 2020 року
На літні Олімпійські ігри 2020 року після перемоги на молодіжному чемпіонаті Європи 2019 року. Шість іспанських гравців (Унаї Сімон, Пау Торрес, Ерік Гарсія, Педрі, Мікель Оярсабаль та Дані Ольмо, які за місяць до того брали участь у Євро-2020, дійшовши до півфіналу, на Олімпіаді -2020 під керівництвом тренера Луїса де ла Фуенте вийшли у фінал, але програли з рахунком 1:2 Бразилії в додатковий час.

## Рекордсмени
Станом на 3 серпня 2021
| Місце | Гравець             | Клуби                         | Роки      | Ігор |
| ----- | ------------------- | ----------------------------- | --------- | ---- |
| 1     | Луїс Енріке         | Спортінг (Хіхон), Реал Мадрид | 1991–1992 | 14   |
| 2     | Мікель Ласа         | Реал Сосьєдад, Реал Мадрид    | 1991–1992 | 13   |
| 3     | Абелардо Фернандес  | Спортінг (Хіхон)              | 1991–1992 | 12   |
|       | Жузеп Гвардіола     | Барселона                     | 1991–1992 | 12   |
|       | Кіко                | Кадіс                         | 1991–1992 | 12   |
|       | Роберто Солосабаль  | Атлетіко (Мадрид)             | 1991–1992 | 12   |
| 7     | Альфонсо Перес      | Реал Мадрид                   | 1991–1992 | 11   |
|       | Пако Солер          | Мальорка                      | 1991–1992 | 11   |
| 9     | Хоакін Алонсо       | Спортінг (Хіхон)              | 1979–1982 | 8    |
|       | Хуан Мануель Асенсі | Ельче, Барселона              | 1969–1971 | 8    |
|       | Рафаель Берхес      | Кордова, Тенерифе             | 1991–1992 | 8    |
|       | Тоні Хіменес        | Фігерас                       | 1992      | 8    |
|       | Антоніо Пінілья     | Мальорка                      | 1991–1992 | 8    |

| Місце | Гравець             | Клуби                         | Роки      | Голів |
| ----- | ------------------- | ----------------------------- | --------- | ----- |
| 1     | Кіко                | Кадіс                         | 1991–1992 | 7     |
| 2     | Альфонсо Перес      | Реал Мадрид                   | 1991–1992 | 6     |
| 3     | Абелардо Фернандес  | Спортінг (Хіхон)              | 1991–1992 | 5     |
| 4     | Рамон Васкес Гарсія | Севілья                       | 1987–1988 | 4     |
| 5     | Габрі Гарсія        | Барселона                     | 2000      | 3     |
|       | Луїс Енріке         | Спортінг (Хіхон), Реал Мадрид | 1991–1992 | 3     |
|       | Мікель Оярсабаль    | Реал Сосьєдад                 | 2021      | 3     |
|       | Карлес Решак        | Кондаль, Барселона            | 1967–1970 | 3     |
|       | Хосе Марі           | Мілан                         | 2000      | 3     |
|       | Рафа Мір            | Вулвергемптон Вондерерз       | 2021      | 3     |
|       | Вава                | Ельче                         | 1967      | 3     |

## Досягнення

### Олімпійські ігри
- Золоті медалі: 1992, 2024
- Срібні медалі: 1920, 2000, 2020

## Історія виступу на міжнародних турнірах

### Олімпійські ігри
| Літні Олімпійські ігри | Літні Олімпійські ігри  | Літні Олімпійські ігри  | Літні Олімпійські ігри  | Літні Олімпійські ігри  | Літні Олімпійські ігри  | Літні Олімпійські ігри  | Літні Олімпійські ігри  | Літні Олімпійські ігри  | Літні Олімпійські ігри  |                         |
| Рік                    | Раунд                   | Місце                   | І                       | В                       | Н*                      | П                       | ГЗ                      | ГП                      | Склад                   |                         |
| ---------------------- | ----------------------- | ----------------------- | ----------------------- | ----------------------- | ----------------------- | ----------------------- | ----------------------- | ----------------------- | ----------------------- | ----------------------- |
| 1992                   | Чемпіон                 | 1                       | 6                       | 6                       | 0                       | 0                       | 14                      | 2                       | склад                   |                         |
| 1996                   | Чвертьфінал             | 5-е                     | 4                       | 2                       | 1                       | 1                       | 5                       | 7                       | склад                   |                         |
| 2000                   | Фіналіст                | 2                       | 6                       | 4                       | 1                       | 1                       | 12                      | 6                       | склад                   |                         |
| 2004                   | Не пройшли кваліфікацію | Не пройшли кваліфікацію | Не пройшли кваліфікацію | Не пройшли кваліфікацію | Не пройшли кваліфікацію | Не пройшли кваліфікацію | Не пройшли кваліфікацію | Не пройшли кваліфікацію | Не пройшли кваліфікацію | Не пройшли кваліфікацію |
| 2008                   | Не пройшли кваліфікацію | Не пройшли кваліфікацію | Не пройшли кваліфікацію | Не пройшли кваліфікацію | Не пройшли кваліфікацію | Не пройшли кваліфікацію | Не пройшли кваліфікацію | Не пройшли кваліфікацію | Не пройшли кваліфікацію | Не пройшли кваліфікацію |
| 2012                   | Груповий етап           | 14                      | 3                       | 0                       | 1                       | 2                       | 0                       | 2                       | склад                   |                         |
| 2016                   | Не пройшли кваліфікацію | Не пройшли кваліфікацію | Не пройшли кваліфікацію | Не пройшли кваліфікацію | Не пройшли кваліфікацію | Не пройшли кваліфікацію | Не пройшли кваліфікацію | Не пройшли кваліфікацію | Не пройшли кваліфікацію | Не пройшли кваліфікацію |
| 2020                   | Фіналіст                | 2-е                     | 6                       | 3                       | 2                       | 1                       | 9                       | 5                       | склад                   |                         |
| Всього                 | 5/8                     | 1 титул                 | 24                      | 15                      | 5                       | 4                       | 40                      | 22                      | -                       |                         |

### Молодіжний чемпіонат Європи
| Рік    | Раунд           | Місце           | В               | Н*              | П               | ГЗ              | ГП              |
| ------ | --------------- | --------------- | --------------- | --------------- | --------------- | --------------- | --------------- |
| 1972   | Кваліфікація    | 2               | 0               | 1               | 1               | 2               | 3               |
| 1974   | Не брала участь | Не брала участь | Не брала участь | Не брала участь | Не брала участь | Не брала участь | Не брала участь |
| 1976   | Не брала участь | Не брала участь | Не брала участь | Не брала участь | Не брала участь | Не брала участь | Не брала участь |
| Всього | 0/3             | 2               | 0               | 1               | 1               | 2               | 3               |

### Середземноморські ігри
| Середземноморські ігри | Середземноморські ігри | Середземноморські ігри | Середземноморські ігри | Середземноморські ігри | Середземноморські ігри | Середземноморські ігри | Середземноморські ігри | Середземноморські ігри |
| Рік                    | Раунд                  | Місце                  | І                      | В                      | Н*                     | П                      | ГЗ                     | ГП                     |
| ---------------------- | ---------------------- | ---------------------- | ---------------------- | ---------------------- | ---------------------- | ---------------------- | ---------------------- | ---------------------- |
| 2005                   | Чемпіон                | 1-е                    | 4                      | 3                      | 1                      | 0                      | 9                      | 1                      |
| Всього                 |                        | 1/1                    | 4                      | 3                      | 1                      | 0                      | 9                      | 1                      |